# Auferstehungskathedrale (Kökschetau)

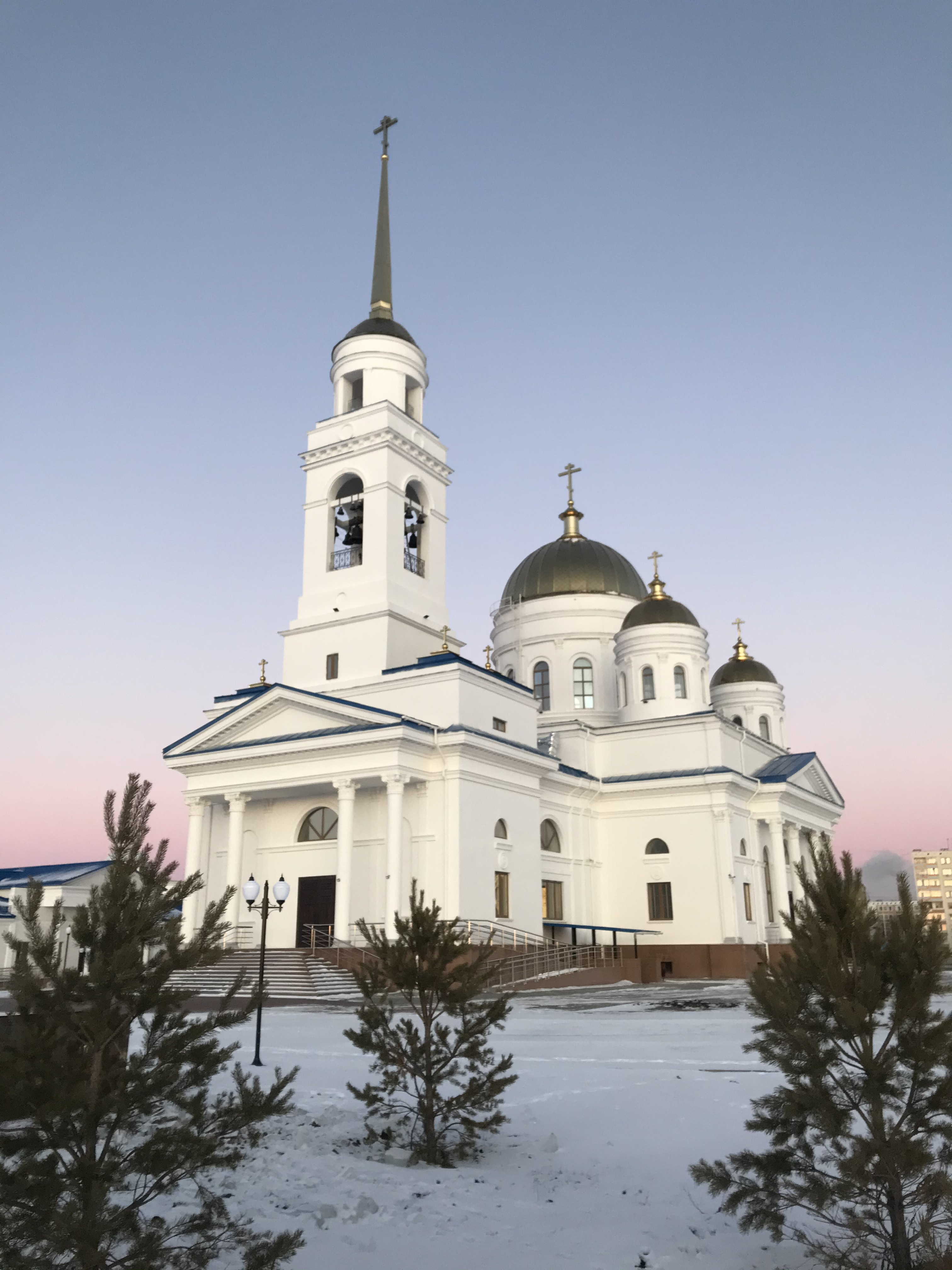
Kirche der Auferstehung Christi in Kokshetau, Kasachstan

Die Auferstehungskathedrale (kasachisch Мәсіхтің қайта тірілу шіркеуі Mäsıhtıñ qaita tırılu şırkeuı, russisch Воскресе́нский собо́р) ist ein russisch-orthodoxes Kirchengebäude im kasachischen Kökschetau.  Sie ist die Kathedrale der Eparchie Kökschetau und Aqmola.

## Geschichte
Der Grundstein wurde am 21. November 2015 durch den Metropoliten von Astana und Kasachstan gelegt. Der Bau erfolgte auf einem von den Stadtbehörden zugewiesenen Gelände in einem neuen Mikrobezirk am Ufer des Kopa-Sees. Am 12. April 2016 wurde mit dem Bau des Fundaments begonnen. Im März 2017 wurde die Kuppel auf dem Gebäude angebracht.
Am 2. Dezember 2020, am Tag des Gedenkens an den heiligen Philaret von Moskau, wurde die Kathedrale vom Metropoliten von Astana und Kasachstan geweiht. Der Bau wurde aus Spenden von Unternehmen, Institutionen und Einzelpersonen finanziert. Die Gesamtkosten des Projekts belaufen sich auf 1,5 Milliarden Tenge.

## Beschreibung
Die Kathedrale befindet sich im Norden der Stadt am Ufer des Kopa-Sees. Sie wurde im Baustil der russischen Kirchenarchitektur des 19. Jahrhunderts erbaut. Sie bietet Platz für bis zu 1500 Personen. Neben der Kathedrale befindet sich eine Sonntagsschule.
Der Grundriss des Kirchenschiffs ist quadratisch, an der östlichen Seite befindet sich ein Glockenturm, der mit dem Schiff verbunden ist. Auf dem Kirchenschiff befinden sich an den vier Ecken Rotunden, die mit einer goldenen Kuppel besetzt sind. Jede dieser Rotunden hat acht Fenster. In der Mitte befindet sich die zentrale Kuppel, die sich ebenfalls auf einer Rotunde mit zwölf Fenstern befindet. Alle Pfeiler zwischen den Fenstern der Rotunden sind mit flachen korinthischen Pilastern geschmückt. Der Glockenturm beginnt auf Höhe des Dachgesimses und ist ebenfalls quadratisch mit einem runden Teil im oberen Bereich. Den Abschluss bildet eine Kuppel mit einer goldenen Spitze. Im Turm befinden sich zwölf Glocken, die im russischen Tutajew gegossen wurden. Am 9. April 2017 wurden die Glocken geweiht, in den folgenden zwei Tagen wurden sie im Glockenturm angebracht.